# Джонс, Тимоти
Тимоти Дэвид Джонс (англ. Timothy David Jones; род. 1 августа 1975, Солсбери) — зимбабвийский шоссейный велогонщик.	

## Карьера
Тимоти Джонс родился в 1975 году в городе Хараре, административном центре провинции Хараре (Зимбабве).
В составе сборной своей страны выступил на чемпионате мира 1993 (U19) и 1996 (U23) года. В 1994 году принял участие в Играх Содружества 1994 проходивших в городе Виктория (Канада). В 1995 году принял участие в Всеафриканских играх 1995, проходивших в его родном городе в Хараре (Зимбабве), на которых завоевал бронзовую медаль в индивидуальной гонке.
В 1996 году был включён в состав сборной Зимбабве на летних Олимпийских играх в Атланте. На них выступил в групповой шоссейной гонке протяжённостью 221,85 км, но не смог финишировать как и ещё 66 гонщиков.
С 1997 по 2007 год выступал за профессиональные велокоманды имевших в основном итальянскую регистрацию.	В разные годы принимал участие в таких гонках как Тур де л’Авенир, Тур Швейцарии, Критериум Интернациональ, Джиро дель Трентино, Тур Германии, Велогонка Мира, Гран-при Бруно Бегелли, Кубок Сабатини, Мемориал Марко Пантани, Международная неделя Коппи и Бартали и Тур Лангкави.
В 1998 году стал чемпионом Зимбабве в индивидуальной гонке и победителем южноафриканской гонки Джиро дель Капо. В 1999 году выиграл Тур Словении и один из его этапов. В 2001 году победил на Джиро дель Этна, а 2003 и 2004 годах дважды становился вторым на Недели Ломбардии.	
В 2001 году принял участие в двух престижных гонках. Сначала в конце марта стартовал на Милан — Сан-Ремо, одном из пяти монументов и проходившем в рамках Мирового шоссейного кубка UCI, заняв 115-е место. А затем в мае стал первым зимбабвийский гонщиком принявшим участие в Гранд-туре — выступил на Джиро д'Италия по итогам которой занял 73-е место в генеральной классификации.
В 2004 году в рамках Мирового шоссейного кубка UCI стартовал на Джиро ди Ломбардия, ещё одном монументе, но не смог финишировать.

## Семья
Шурин двух итальянских велогонщиков — Антонио и Ивана Фанелли.

## Достижения
1995
Tour du Pays Monts et Vallées Ouest Creuse
 Всеафриканские игры — индивидуальная гонка
3-й на Tour du canton de Mareuil
1996
Boucles gouzonnaises
Soulor-Aubisque
2-й на Tour des cantons de Mareuil-Verteillac
1998
 Чемпионат Зимбабве — индивидуальная гонка
Джиро дель Капо
Генеральная классификация
4-й этап
1999
Тур Словении
Генеральная классификация
5-й этап
2001
Джиро дель Этна
2003
Неделя Ломбардии
2-й в генеральной классификация
3-й этап
2-й на Grand Prix de l'industrie, du commerce et de l'artisanat de Carnago
2-й на Джиро дель Медио Брента
3-й на Chieti-Casalincontrado-Blockhaus
2004
2-й на Неделя Ломбардии
2006
2-й на Circuito Montañés

## Статистика выступления наГранд-турах
| Гонка / Год     | 2001 |
| --------------- | ---- |
| Джиро д'Италия  | 73   |
| Тур де Франс    | —    |
| Вуэльта Испании | —    |

## Рейтинги
| Год                      | 2001  | 2002 | 2003  | 2004  | 2005   | 2006  |
| ------------------------ | ----- | ---- | ----- | ----- | ------ | ----- |
| Мировой рейтинг FICP/UCI | 618-й | -    | 363-й | 545-й |        |       |
| Европейский тур UCI      |       |      |       |       | 1134-й | 460-й |
|                          |       |      |       |       |        |       |
| Источник: UCI            |       |      |       |       |        |       |